# Diamante Nizam
El diamante Nizam, también conocido como el pequeño Koh-i-Noor, fue un brillante famoso del siglo XIX, cuyo paradero se desconoce. Recibió su nombre en honor a su propietario original, Asaf Jah VII, el último nizam de Hyderabad. Se dice que el diamante pesaba alrededor de 340 quilates (68,0 g) y fue extraído de la hoy sumergida mina Kollur en el valle del río Krishná en el año 1830.

## Descripción
Richard Francis Burton la describió en un artículo de 1876:
 Se dice que la piedra es de agua de la más fina calidad. Un boceto del modelo indica una longitud máxima de 1 pulgada 10'25 líneas, y 1 pulgada 2 líneas para la mayor anchura, con un grosor consistente en toda su longitud. La cara es ligeramente convexa y la faceta de clivaje producida por la fractura es casi plana, con una curiosa pendiente o surco que comienza en el vértice. El aspecto general es un óvalo imperfecto, con una única proyección que requiere la sierra: se cortará fácilmente en un brillante espléndido, más grande y valioso que el actual Koh-i-núr. [El diamante Koh-i-noor se redujo de 191 quilates modernos (38,2 g) a 105,6 quilates (21,1 g) en 1852.]
La piedra desapareció poco después de 1948, durante la anexión de Hyderabad.